# Alnus glutinosa
Alnus glutinosa là một loài thực vật có hoa trong họ Betulaceae. Loài này được (L.) Gaertn. mô tả khoa học đầu tiên năm 1790. Chúng gốc ở châu Âu, tây nam Á và bắc Phi.

## Hình ảnh

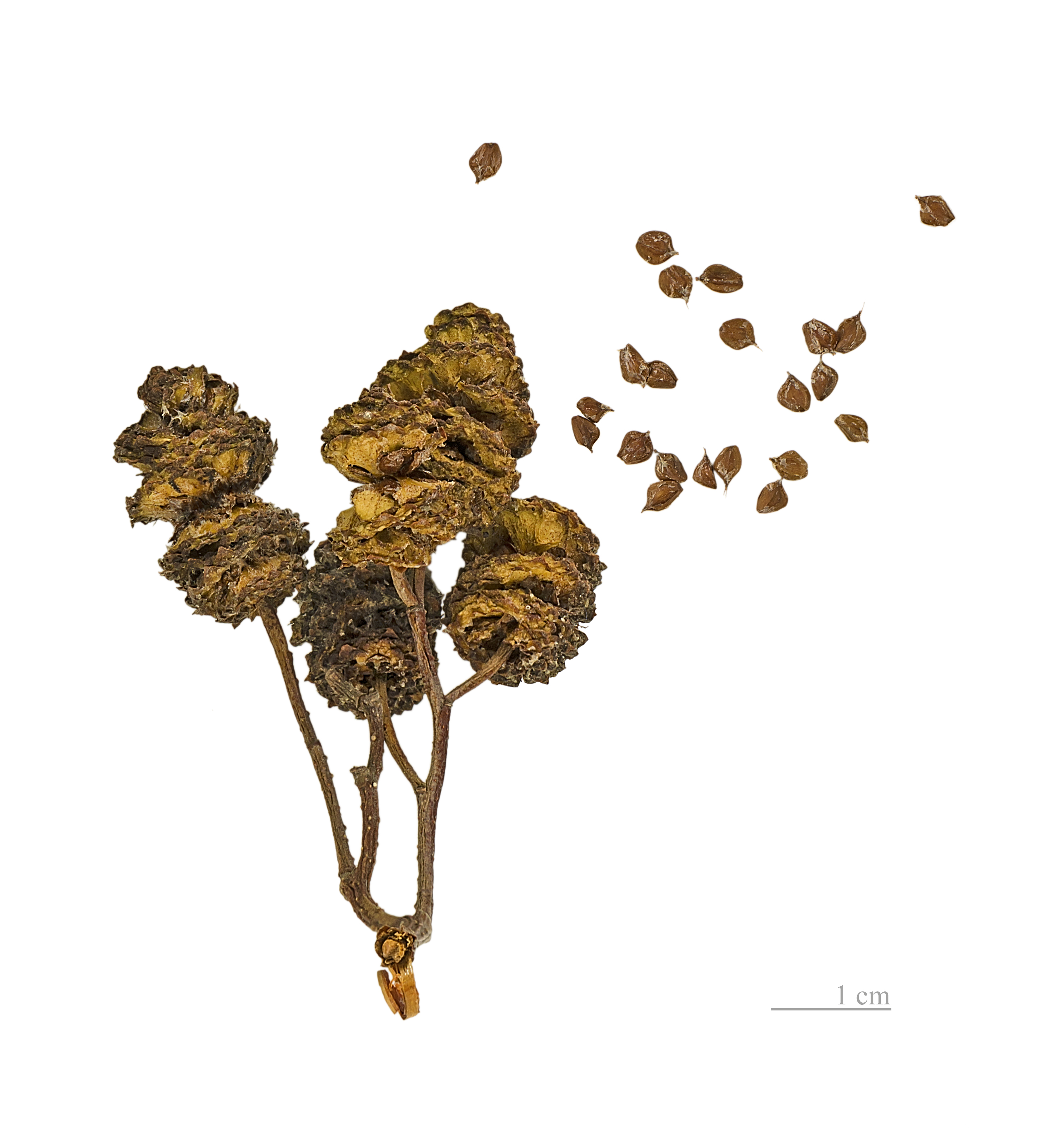
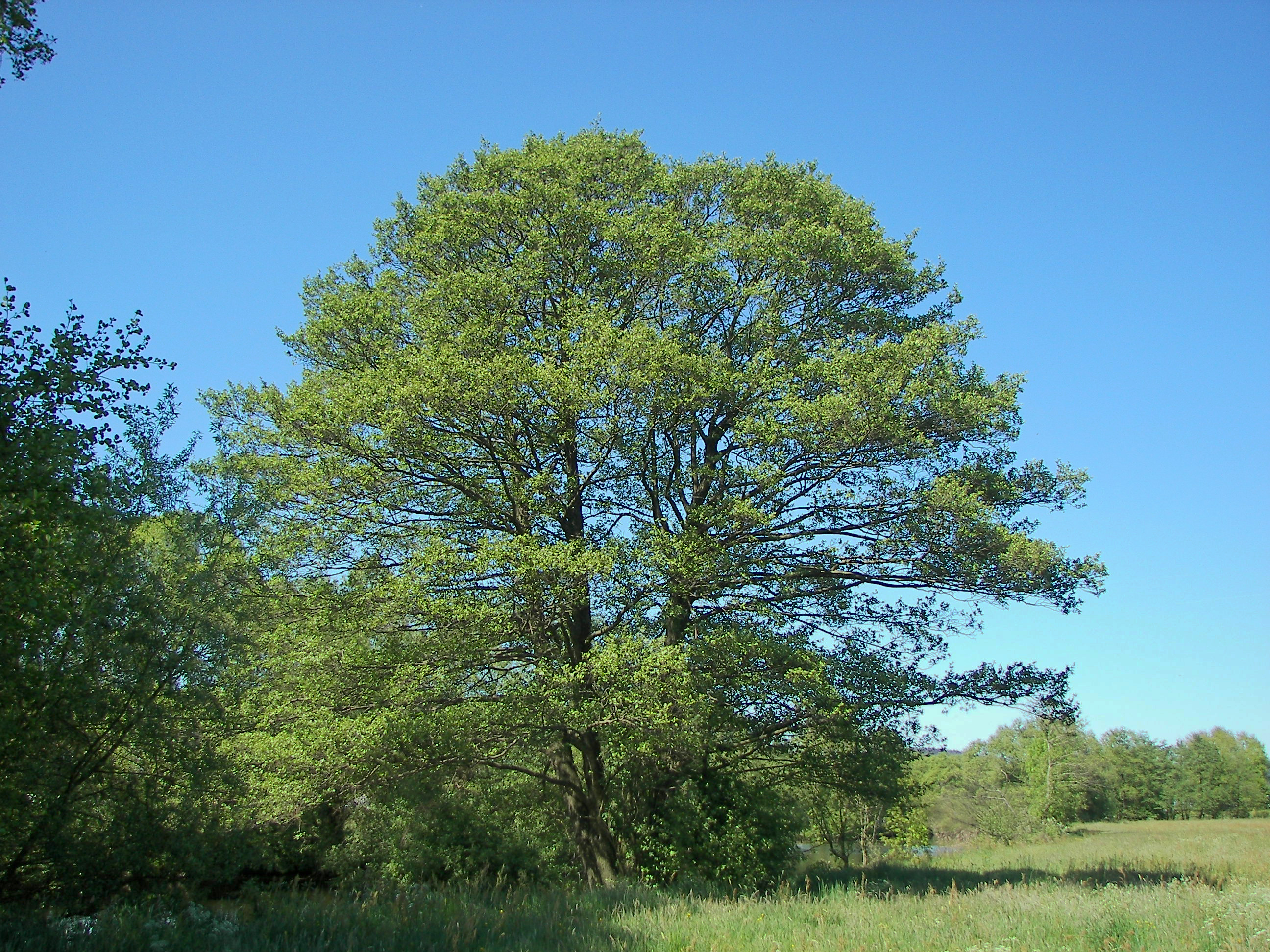
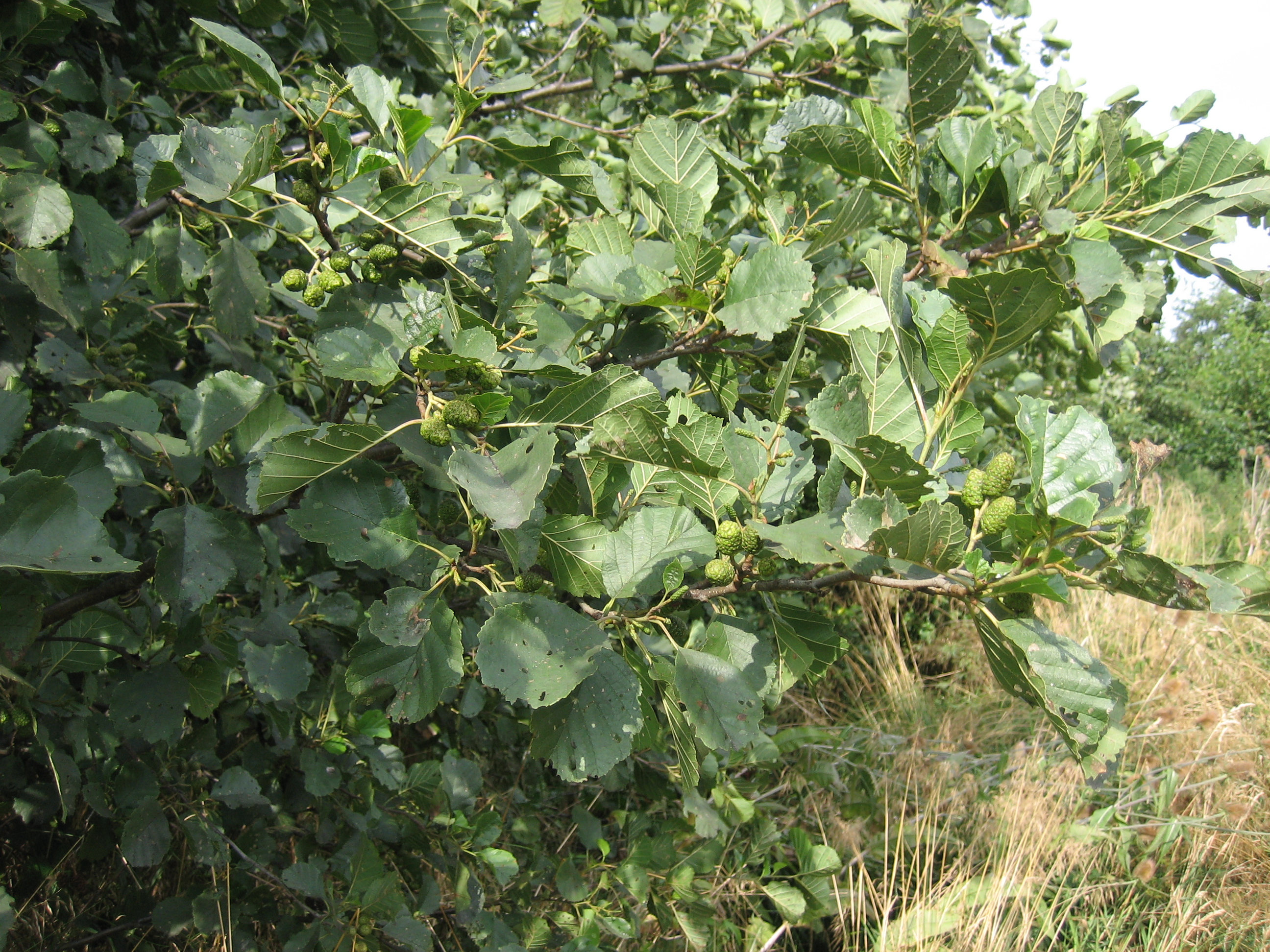
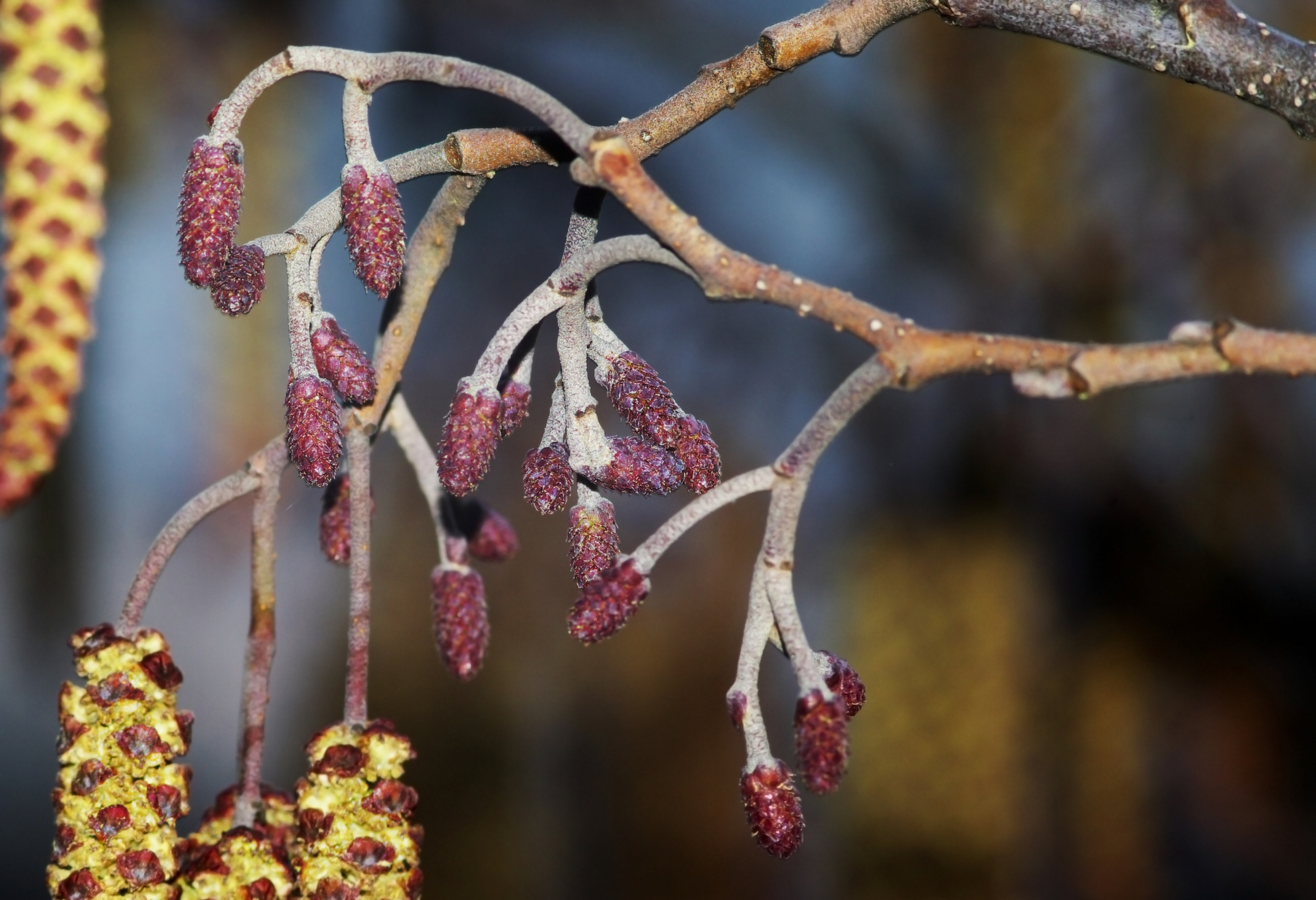